# Franz Hartwig

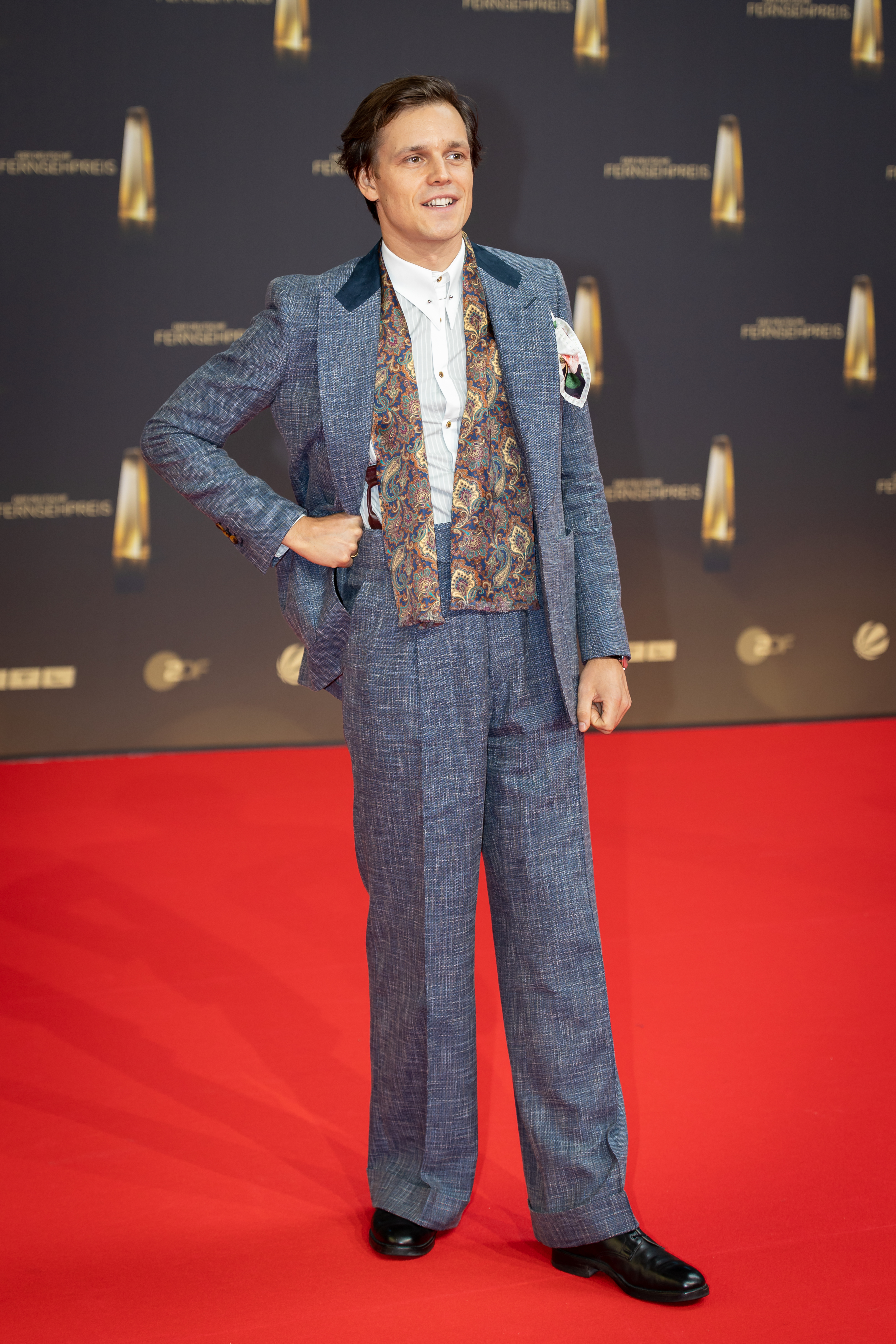
Franz Hartwig beim Deutschen Fernsehpreis 2022

Franz Hartwig (* 1986 in Dresden) ist ein deutscher Schauspieler.

## Leben
Franz Hartwig machte seine ersten Bühnenerfahrungen in der Jugendschauspielgruppe des Theaters Junge Generation in Dresden. Nach dem Abitur wollte er zunächst Bühnenmeister werden und arbeitete, nach einem zunächst nur für drei Monate geplanten Praktikum, insgesamt etwa ein Jahr in dieser Funktion an einem kleinen Privattheater in Berlin. Seine Schauspielausbildung absolvierte er ab 2006 an der Hochschule für Schauspielkunst „Ernst Busch“ in Berlin.
2010 schloss er dort sein Studium mit dem Schauspieldiplom ab. Hartwig erhielt außerdem eine Ausbildung in Pantomime und Operngesang (Tenor).
Während der Ausbildung spielte er bereits einige große Theaterrollen. 2008 trat er am bat-Studiotheater in Berlin als Franz Biberkopf in einer Bühnenfassung von Berlin Alexanderplatz auf. Außerdem gastierte er 2008 am Maxim Gorki Theater als Laertes in Hamlet in einer Inszenierung von Tilmann Köhler. Auch trat er 2008 in den Rollen Laertes/Rosenkranz in Hamlet an der Schaubühne Berlin auf (Regie: Thomas Ostermeier; Umbesetzung und Rollenübernahme).
Von 2009 bis 2014 war Hartwig anschließend festes Ensemblemitglied an der Schaubühne Berlin. Er spielte dort  a. Giselher in Die Nibelungen (2009; Regie: Marius von Mayenburg), Colin in Gerettet von Edward Bond (2010; Regie: Benedict Andrews), Acaste in Der Menschenfeind (2010; Regie: Ivo van Hove), die Rollen Ein Aufseher/Bruder Thomas in Maß für Maß (2011; Regie: Thomas Ostermeier), Tybalt in Romeo und Julia (2013; Regie: Lars Eidinger) und Damis in Tartuffe (2013; Regie: Michael Thalheimer)
Außerdem arbeitete er an der Schaubühne mit den Regisseuren Patrick Wengenroth, David Marton, Friedrike Heller, Falk Richter und Àlex Rigola. 2011 spielte er an der Schaubühne in der Uraufführung des Stücks Regen in Neukölln von Paul Brodowsky. 2011 wurde mit dem Preis der „Best Performance“ beim Kontrapunkt-Festival in Polen für seine Rolle in Die Heimkehr des Odysseus (2011; Regie: David Marton) ausgezeichnet.
Am TAK-Theater Aufbau Kreuzberg spielte Hartwig im März 2016 unter der musikalischen Leitung von Vincent Sebastian Andreas die Titelrolle in der Chor-Oper Hamlet.
Neben seiner Tätigkeit als Theaterschauspieler wirkte Hartwig auch in Fernseh- und Filmproduktionen mit. Er war in kleineren Rollen u. a. in den Kinofilmen Männerherzen … und die ganz ganz große Liebe (2011; Regie: Simon Verhoeven) und A Most Wanted Man (2014; Regie: Anton Corbijn) zu sehen. 2014 verkörperte er den französischen Stummfilmschauspieler Gaston Modot in dem Kurzfilmprojekt Deep Gold von Julian Rosefeldt.
Im Saarbrücker Tatort-Krimi Totenstille (2016) spielte Hartwig den unangenehmen, ehemaligen Fremdenlegionär Marc Reichert, der seine gehörlose Schwester hasst. Seine Rolle war als „Bad Guy“ mit Familientrauma angelegt; Hartwig spielte die Rolle mit gelegentlichen Anklängen an Klaus Kinski.
Im Tatort: Auf einen Schlag, dem ersten Fall der Dresdner Ermittler Sieland, Gorniak, Mohr und Schnabel, der im März 2016 erstausgestrahlt wurde, spielte er Ole Herzog, den Freund der Oberkommissarin Henni Sieland (Alwara Höfels), mit der er in einer On-Off-Beziehung lebt. Diese Rolle spielte er bis November 2017 auch in den drei folgenden Fällen des Dresdner Ermittlerteams.
In der ZDF-Fernsehkomödie Zwei verlorene Schafe (2016) war Hartwig an der Seite von Andrea Sawatzki zu sehen. Er spielte Thaddäus Gerlach, einen jungen evangelischen Pfarrer und Sohn des Bischofs Gerlach (Oliver Breite). In dem ZDF-Fernsehkrimi Die Toten vom Bodensee – Die Braut (2017) spielte er den frischvermählten Bräutigam Christian Höflinger, dessen Braut nach der traditionellen Brautentführung erschlagen aufgefunden wird. In der 12. Staffel der ZDF-Serie Notruf Hafenkante (2017) hatte Hartwig eine Episodenrolle als Disponent einer Hamburger Speditionsfirma, der in einem Kühlcontainer eingeschlossen wird und fast an Unterkühlung stirbt. In der 47. Staffel der ZDF-Krimiserie Der Alte (2018) folgte eine weitere Episodenrolle als Mitgründer und Tüftler eines Start-up-Unternehmens, das in die Insolvenz ging.
In dem TV-Dokudrama Kaisersturz (2018) verkörperte er Kurt Hahn, den Berater und engsten Vertrauten des letzten Reichskanzlers Max von Baden. In der deutsch-österreichischen TV-Serie Der Pass (2019) spielte er „mit einer unglaublichen Präsenz als böse schwarze Sonne im Zentrum“ den psychopathischen, „irren“ Serienkiller Gregor Ansbach.
In Heinrich Breloers zweiteiligem TV-Dokudrama Brecht (2019) spielte Hartwig, an der Seite von Tom Schilling, Brechts Jugendfreund, den Maler und Bühnenbildner Caspar Neher. In dem TV-Dreiteiler Unsere wunderbaren Jahre, der im März 2020 auf Das Erste ausgestrahlt wurde, verkörperte Hartwig den jungen Benno, der der schüchternen Fabrikantentochter Gundel Wolf (Vanessa Loibl) den Hof macht. In der 6. Staffel der TV-Serie Morden im Norden (2020) übernahm Hartwig eine dramatische Episodenhauptrolle als scheinbar liebevoller, aber psychopathischer Betreuer des autistischen Sohnes einer tatverdächtigen, alleinerziehenden Mutter. In dem zweiteiligen TV-Projekt Ferdinand von Schirach: Feinde nach Motiven von Ferdinand von Schirach, das im Januar 2021 erstausgestrahlt wurde, verkörperte er den vermeintlichen Entführer Georg Kelz, der mittels eines Waterboarding zum Folteropfer wird. In der 3. Staffel der TV-Serie Charité (2021) übernahm Hartwig als „rebellischer, freiheitsliebender“ Chirurg Dr. Curt Bruncken eine der Hauptrollen.
Hartwig wirkte auch in Hörspielen des rbb und von Deutschlandradio mit. Er lebt in Berlin.

## Filmografie (Auswahl)
- 2011: Männerherzen … und die ganz ganz große Liebe (Kinofilm)
- 2012: Bella Australia (Fernsehfilm)
- 2012: SOKO Wismar (Fernsehserie, Folge: Außenborder)
- 2014: A Most Wanted Man (Kinofilm)
- 2014: Deep Gold (Kurzfilm)
- 2016: Tatort: Totenstille (Fernsehreihe)
- 2016: SOKO Stuttgart (Fernsehserie, Folge: Major Mimis Ende)
- 2016: Tatort: Auf einen Schlag (Fernsehreihe)
- 2016: Tatort: Der König der Gosse (Fernsehreihe)
- 2016: Zwei verlorene Schafe (Fernsehfilm)
- 2016: Tödliche Geheimnisse (Fernsehfilm)
- 2017: Die Toten vom Bodensee – Die Braut (Fernsehreihe)
- 2017: Tatort – Level X (Fernsehreihe)
- 2017: Notruf Hafenkante (Fernsehserie, Folge: Notwehr)
- 2017: Tatort – Auge um Auge (Fernsehreihe)
- 2017–2020: Dark (Fernsehserie, 2 Folgen)
- 2018: Der Alte (Fernsehserie, Folge: Die Kunst des Scheiterns)
- 2018: Kaisersturz (Fernsehfilm)
- 2018–2019: Der Pass (Fernsehserie, 8 Folgen)
- 2019: Brecht (Fernsehfilm)
- 2020:  Kroymann (Fernsehserie, eine Folge)
- 2020: Unsere wunderbaren Jahre (Fernsehserie, 4 Folgen)
- 2020: Morden im Norden (Fernsehserie, Folge: Bilder des Todes)
- 2020: Dark (Fernsehserie, Folge: The Survivors)
- 2021: Ferdinand von Schirach: Feinde (Fernsehfilm)
- 2021: Charité (Fernsehserie, 5 Folgen)
- 2021: Der große Fake – Die Wirecard-Story (Fernsehfilm)
- 2021: Wild Republic (MagentaTV-Serie, 8 Folgen)
- 2022: Nazijäger – Reise in die Finsternis (TV-Dokudrama)
- 2022: Das Boot (Fernsehserie, 4 Folgen)
- 2022: Martha Liebermann – Ein gestohlenes Leben (Fernsehfilm)
- 2023: One for the Road (Kinofilm)
- 2024: Die Stille am Ende der Nacht (Fernsehfilm)
- 2024: Herrhausen – Der Herr des Geldes (Fernsehfilm)
- 2024: Die stillen Mörder (Fernsehfilm)
- 2025: Cassandra (Fernsehserie)